# Acetes americanus
Acetes americanus är en kräftdjursart som beskrevs av Ortmann 1893. Acetes americanus ingår i släktet Acetes och familjen Sergestidae.

## Underarter
Arten delas in i följande underarter:
- A. a. carolinae
- A. a. americanus